# Equipo Humanitario de OpenStreetMap
El Equipo Humanitario de OpenStreetMap (en inglés, Humanitarian OpenStreet Map u HotOSM) es una organización basada en Estados Unidos que gestiona una comunidad que usa OpenStreetMap con fines humanitarios tales como desastres, conflictos sociales, migración, salud pública, enfoque de género o análisis de la pobreza. 
Las actividades de HotOSM incluyen, ante un hecho que necesite una respuesta, la obtención de mapas actualizados del área a trabajar y añadir datos fidedignos y actualizados mediante la coordinación del voluntariado a través de la herramienta HotOSM Tasking Manager.

## Historia
El Terremoto de Haití de 2010 reveló la necesidad, por una parte, de la carencia de datos geográficos fidedignos de países en desarrollo y por otro, la carencia de fuentes de datos para el mismo fin que no estén restringidos por un fin comercial. Todo, en un contexto de emergencia ante una catástrofe humanitaria como la ocurrida en Haití.Si bien el proyecto Hot OSM ya existía, fue este hecho el que desencadenó la articulación de este proyecto. Contextualmente, el mapeo en OSM está sesgado en países de desarrollo medio y alto, en donde la información puede estar más completa. Para ese momento, el Tasking Manager se usaba para OSM y detectar carencias y coordinarlas en comunidad, no se usaba en el contexto humanitario.En el caso de Haití, se mapearon prioritariamente vías de comunicación que conectaban con campos de damnificados que pudieran servir en terreno a vehículos de ayuda humanitaria. En una primera etapa, OSM recibió la colaboración de unas 600 personas para crear y mejorar el mapa libre de Haití.